# Josef Zimmermann (Generalvikar)
Josef Zimmermann (* 7. März 1939 in Visperterminen; † 5. Januar 2018 in Sitten) war ein Schweizer römisch-katholischer Geistlicher. 

## Leben
Josef Zimmermann, Sohn von Julius und Augusta geb. Zimmermann, studierte nach der Matura am Kollegium Spiritus Sanctus Brig in Brig-Glis, dem einzigen deutschsprachigen Gymnasium im Kanton Wallis, Philosophie und Katholische Theologie am Priesterseminar in Sitten (1962–1967). Am 18. Juni 1967 empfing er in Sitten die Priesterweihe. Er war von 1967 bis 1979 Rektor in Naters. 1979 übernahm er die Pfarrstelle in Saas-Grund, ab 1988 zusätzlich die Pfarren in Saas-Balen und Saas-Almagell. Parallel war er von 1983 bis 1986 Vizeregens des Priesterseminars des Bistums Sitten in Freiburg im Üechtland und von 1987 bis 1989 Dekan des Dekanates Visp. Von 1990 bis 1992 war er Pfarrer von Naters, zudem in Ämtern der Bistumsleitung.
1991 wurde Josef Zimmermann zum Bischofsvikar für das Oberwallis ernannt. 1992 wurde er Domherr der Kathedrale von Sitten, insbesondere als Fabrikator (Kirchenvogt) verantwortlich für den Unterhalt der Kathedrale und der anderen Kirchen und Kapellen sowie die liturgischen Gegenstände, die im Besitz des Domkapitels sind. Von 1995 bis 2010 war er Generalvikar für den deutschsprachigen Teil im zweisprachigen Bistums Sitten. Anschliessend wirkte er bis zu seinem Ruhestand als Auxiliar in den Pfarreien Naters und Mund.